# 洛吉维普卢格拉斯
洛吉维普卢格拉斯（法語：Loguivy-Plougras，法語發音：[lɔgivi plugʁas]）是法国阿摩尔滨海省的一个市镇，位于该省西部，属于拉尼永区。

## 地理
洛吉维普卢格拉斯（48°31'19"N, 3°29'16"W）面积47.68 平方千米，位于法国布列塔尼大區阿摩尔滨海省，该省份为法国西北部沿海省份，位于布列塔尼半岛北部，北濒大西洋英吉利海峡，西接菲尼斯泰尔省，南至莫尔比昂省，东临伊勒-维莱讷省。
与洛吉维普卢格拉斯接壤的市镇（或旧市镇、城区）包括：拉沙佩勒讷沃、洛克恩韦勒、洛于埃克、普卢贡韦尔、普卢格拉斯、普卢内兰、普卢内韦莫埃代克。

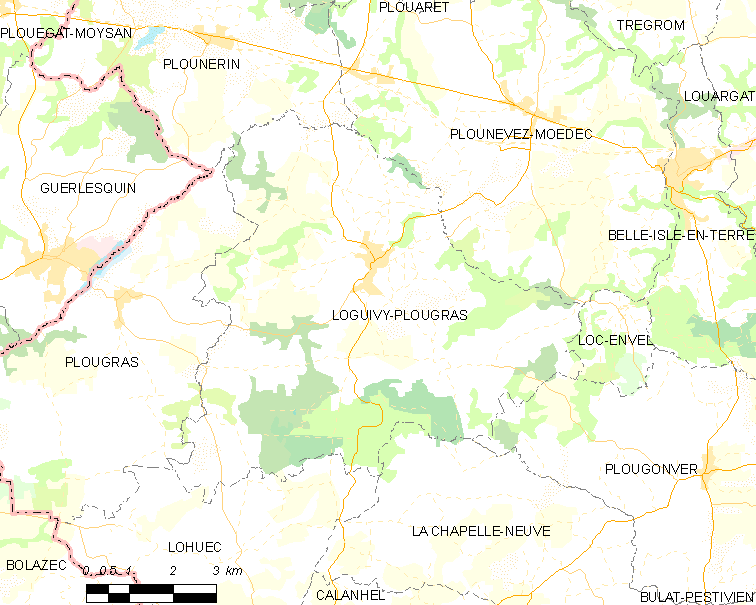
洛吉维普卢格拉斯的OSM定位图

洛吉维普卢格拉斯的时区为UTC+01:00、UTC+02:00（夏令时）。

## 行政
洛吉维普卢格拉斯的邮政编码为22780，INSEE市镇编码为22131。

## 政治
洛吉维普卢格拉斯所属的省级选区为普莱斯坦莱格雷沃县。

## 人口

1962-2008年间洛吉维普卢格拉斯人口变化图示

洛吉维普卢格拉斯于2022年1月1日时的人口数量为788人。